# مستقبل التعليم
مستقبل التعليم هي مبادرة عالمية، انطلقت عام 2019، بقيادة منظمة اليونسكو (منظمة الأمم المتحدة للتربية والعلم والثقافة)، وتهدف إلى إعادة التفكير في مستقبل التعليم وتشكيله. الهدف المعلن للمشروع هو تعبئة الذكاء الجماعي، وإثارة النقاش، وإعادة تصور كيف يمكن للتعليم أن يساهم في الصالح العام للإنسانية.